# Фреснеда-де-ла-Сьєрра (Куенка)
Фреснеда-де-ла-Сьєрра (ісп. Fresneda de la Sierra) — муніципалітет в Іспанії, у складі автономної спільноти Кастилія-Ла-Манча, у провінції Куенка. Населення — 57 осіб (2010).
Муніципалітет розташований на відстані близько 130 км на схід від Мадрида, 35 км на північ від Куенки.

## Демографія
Динаміка населення (INE ):

## Галерея зображень

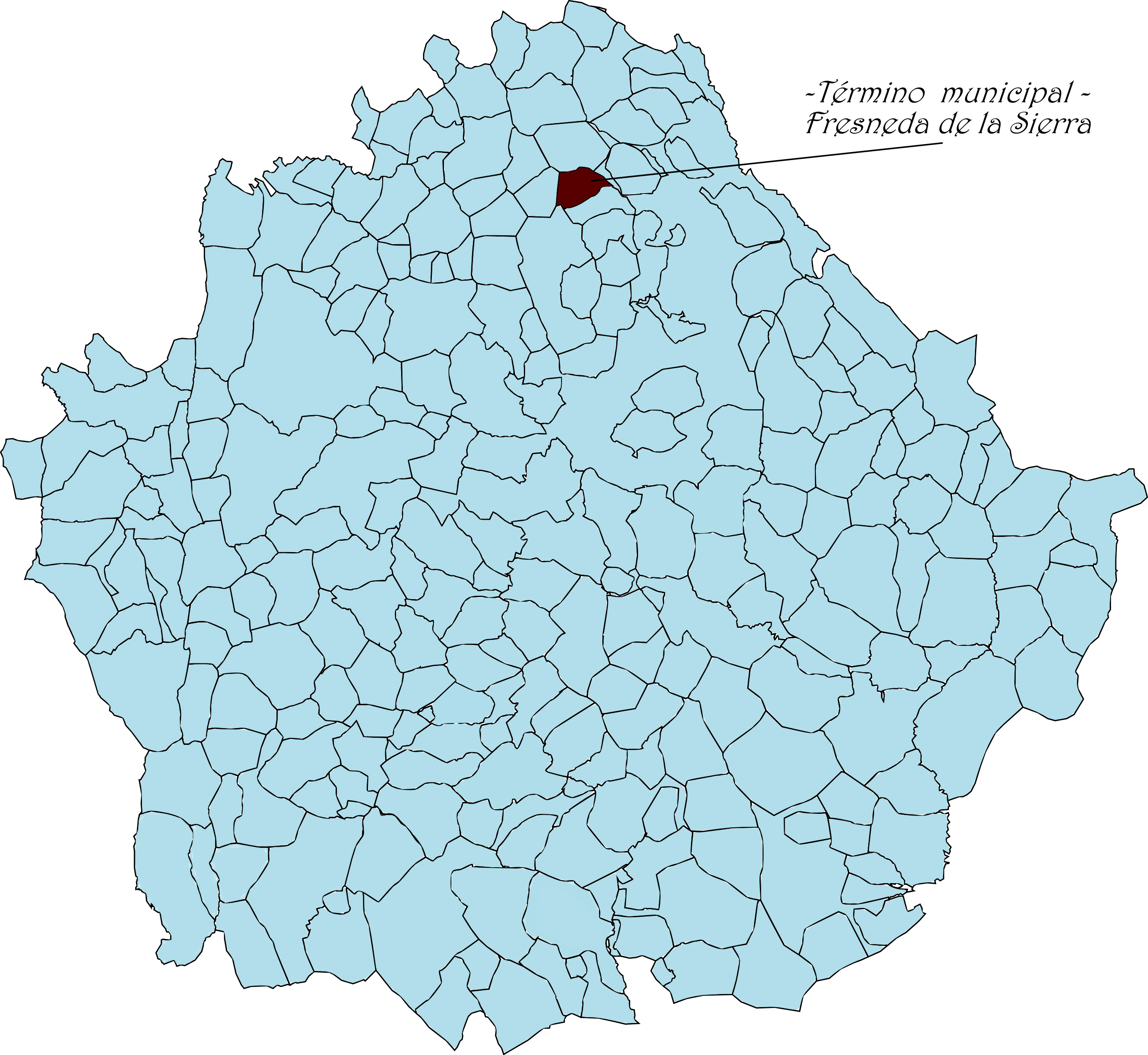
Розташування муніципалітету у провінції